# Przestrzeń próżni
Przestrzeń próżni (próżnia miednicy) – w anatomii człowieka najobszerniejsza część miednicy mniejszej. Dolne ograniczenie przestrzeni próżni stanowi płaszczyzna próżni, która biegnie przez wewnętrzną powierzchnię spojenia łonowego, środek III kręgu krzyżowego i przechodzi przez panewkę stawu biodrowego. Kształt tej płaszczyzny jest najbardziej regularny, prawie kolisty. Wymiar prosty i poprzeczny wynoszą po 12 cm.